# Agonum collisum
Agonum collisum är en skalbaggsart som beskrevs av Thomas Casey. Agonum collisum ingår i släktet Agonum och familjen jordlöpare. Inga underarter finns listade i Catalogue of Life.